# Asilus concepcionensis
Asilus concepcionensis är en tvåvingeart som beskrevs av Stanley Willard Bromley 1932. Asilus concepcionensis ingår i släktet Asilus och familjen rovflugor. Inga underarter finns listade i Catalogue of Life.